# Сент-Елізабет (округа)
Сент-Елізабет (англ. Saint Elizabeth Parish, ям. креол Sint Ilizibet Parish) — округа (парафія), розташована в південно-західній частині острова Ямайка. Входить до складу неофіційного графства Корнвол. На заході межує з округою Вестморленд, на сході — з округою Манчестер, на півночі — з округами Сент-Джеймс і Трелоні. Друга за розміром з округ (парафій) на острові.
Столиця — містечко Блек-Ривер.
Основними поселеннями округи є Лековія, Санта-Круз, Нью-Маркет, Сайло, Мелвін і Мегготі.

## Географія
Північна та північно-східна частини округи є гірськими. Центральна і південна частини утворюють велику рівнину, розділену цілющими горами Санта-Круз. Попри те, що більша частина низин вкрита маршами, тут знаходяться одні з найкращих пасовищ на острові.

## Промисловість
Основною галуззю народного господарства в окрузі є риболовля.
Харчова промисловість представлена двома цукроварнями і консервним заводом з переробки помідорів.
Розробляється велике родовище бокситів, які через глибоководний Порт-Кайзер експортуються за кордон. У Нейні збудований величезний глиноземний завод.
На саванах округи розводять чудових коней і мулів. Практикується вирощування рису.